# Friedrich Theodor Kaufmann
Friedrich Theodor Kaufmann (* 9. April 1823 in Dresden; † 5. Februar 1872 ebenda) war ein sächsischer Uhrmacher, Musikinstrumentenbauer und Erfinder sowie Akustiker.

## Leben
Friedrich Theodor Kaufmann war ein Mitglied der Uhrmacher-, Erfinder- und Instrumentenbauer-Familie Kaufmann. Sein Vater war Friedrich Kaufmann, einer seiner Großväter Johann Gottfried Kaufmann.
Gemeinsam mit seinem Vater unternahm Kaufmann in den Jahren von 1842 bis 1844 eine Kunstreise durch Österreich, Bayern, Russland und Dänemark. Auf ihrer Rückreise von Kopenhagen erlitten sie Schiffbruch, durch den sie alle mitgeführten Instrumente verloren. So bauten sie im Zeitraum von 1844 bis 1851 ihre verlorenen Instrumente ein weiteres Mal, brachten in ihre Konstruktionen jedoch neue Ideen und Erfahrungen ein. Im Laufe dieser Arbeiten erfand Friedrich Theodor Kaufmann dabei sein „Orchestrion“.
In den Jahren 1851 und 1852 unternahm Kaufmann mit seinem Vater seine letzte Reise; sie führte die beiden nach England, Irland und Schottland.
In ihrer Heimatstadt Dresden bauten Vater und Sohn ihr sogenanntes „akustisches Cabinet“ auf, das schon im 19. Jahrhundert insbesondere zu einem Ziel für Reisende und Touristen wurde.
Im Mai 1858 stand Kaufmann in Korrespondenz mit dem in Leipzig ansässigen August Theodor Whistling von der Firma C. F. Peters hinsichtlich einer Offerte für den Notendruck für das von Carl Maria von Weber für das Kaufmannsche Harmonichord komponierte Konzertstück Adagio und Rondo (Concertino) für Harmonichord und Orchester F-Dur (WeV N.12).